# Pilar Andrés de Pablo
Pilar Andrés de Pablo (Saragossa, 10 de gener de 1921 - 28 de desembre de 2006), coneguda com Pilarín Andrés, va ser una soprano espanyola.

## Biografia
Va estudiar en el Conservatori de Música de Saragossa, més tard amb la professora Luisa Pierrikc i, finalment, en el Real Conservatori Superior de Música de Madrid, on va obtenir el Premi Extraordinari de Fi de Carrera. També va fer estudis de Foniatria a Barcelona amb el doctor Colomer Pujol.

## Carrera com a cantant i com a professora
El 1941 debutà amb gran èxit en el Teatre Principal de Saragossa, començant així la seva carrera com a soprano, en la qual va alternar l'òpera amb la sarsuela. En dues ocasions va rebre el Premi Nacional Amadeo Vives, els anys 1952 i 1954.
El 1965 es retirà dels escenaris i se centrà en la seva activitat com a professora del Conservatori de Música de Saragossa. Entre els seus alumnes hi ha destacades veus aragoneses, com la soprano Pilar Torreblanca, el cantautor Eduardo Paz, del grup musical La Bullonera, Pilar Márquez i Eva Amaral. Es donà el cas que Amaral s'hi havia adreçat per recomanació de la seva professora, alumna de donya Pilar. Després de dir-li que la seva meta no era el cant líric sinó el pop/rock, la va desestimar, deixant-li fer la prova com a mesura de cortesia. En sentir-la, va canviar d'opinió i, després de comprovar que la seva alumna no podia pagar-se el preu de les classes, les va rebaixar perquè hi pogués assistir igualment.

## Reconeixement i memòria
Un carrer de la seva ciutat, Saragossa, porta el seu nom.

## Discografia
- El gaitero de Gijón (Selección: Canto a Asturias; Habanera de los Regalos; Dúo de Cova y Fabián). Barcelona: Companyia del Gramòfon Odeon, [1954]. Direcció de Jesús Rom. Intèrpretsː Pilarín Andrés, Juan Gual, Jerónimo Vilardell i Enrique Esteban.[4]